# Rhododendron fuyuanense
Rhododendron fuyuanense är en ljungväxtart som beskrevs av Zeng H. Yang. Rhododendron fuyuanense ingår i släktet rododendron, och familjen ljungväxter. Inga underarter finns listade i Catalogue of Life.

## Bildgalleri

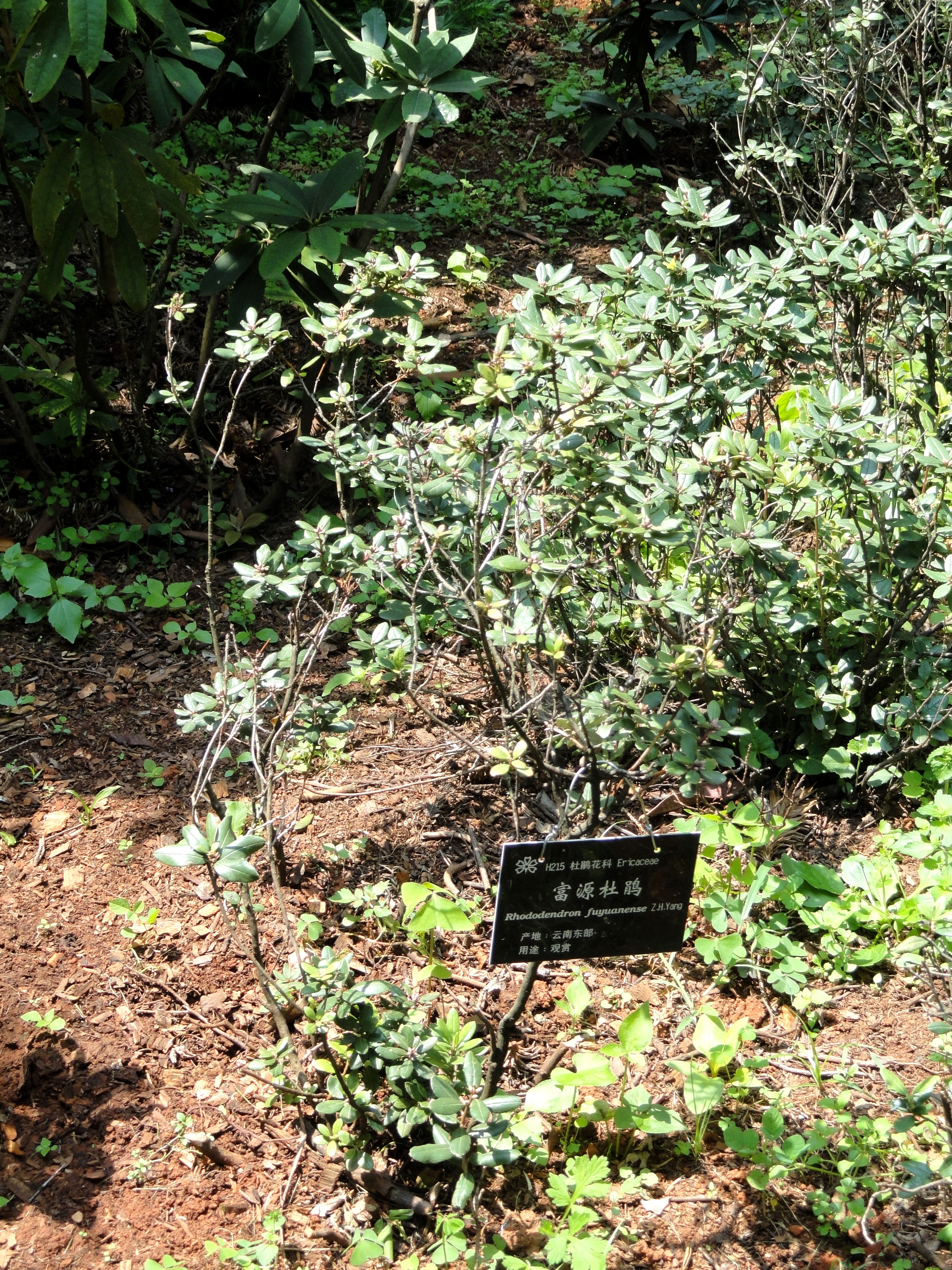
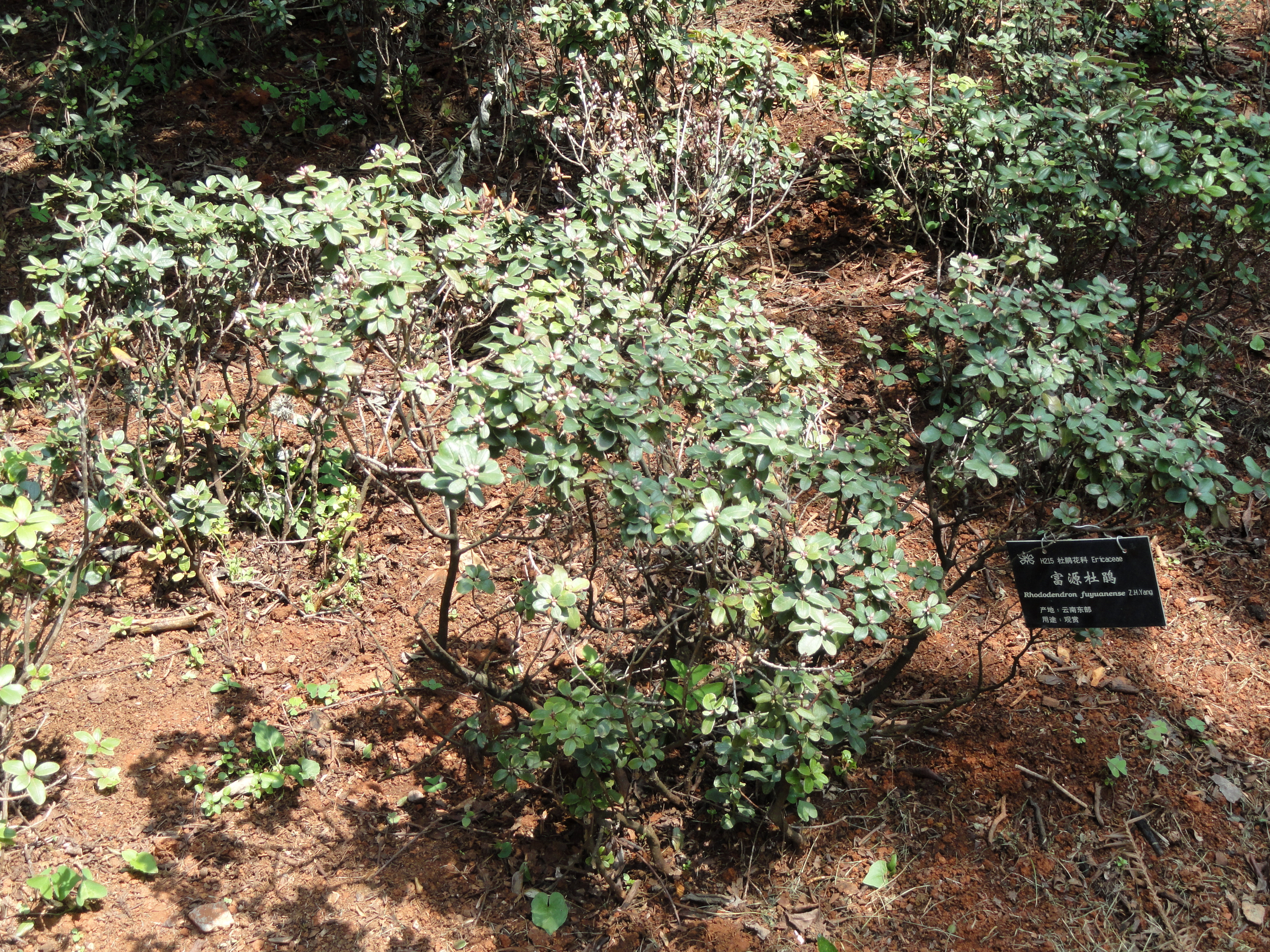